# Sahatona
Sahatona is een plaats en commune in het zuiden van Madagaskar, behorend tot het district Ambohimahasoa, dat gelegen is in de regio Haute Matsiatra. Tijdens een volkstelling in 2001 telde de plaats 10.000 inwoners.
De plaats biedt naast lager onderwijs ook middelbaar onderwijs aan. 90% van de bevolking werkt als landbouwer en 5% houdt zich bezig met veeteelt. De belangrijkste landbouwproducten zijn rijst en bonen; andere belangrijke producten zijn maniok, zoete aardappelen en aardappelen. Verder is 5% actief in de dienstensector.